# 冷继英
冷继英（1973年—），河北广平人，汉族，中华人民共和国政治人物、第十二届全国人民代表大会河北地区代表。
毕业于河北师范大学。2013年，被选为全国人大代表。